# 長濱蒸溜所
長濱蒸溜所（ながはまじょうりゅうじょ、英語: Nagahama Distillery）は、滋賀県長浜市朝日町にあるジャパニーズ・ウイスキーの蒸留所。レストランの店舗内に併設された珍しい蒸留所であり、「一醸一樽」（1回の仕込みで1樽分のウイスキーを作る）をスローガンにした少量生産を行っている。

## 歴史
長濱蒸溜所は2016年に長濱浪漫ビールの建物内に設立された。長濱浪漫ビールは古い米蔵を改装してレストラン兼ブルワリーとして営業しており、蒸留所の開設は開業20周年の記念事業であった。大手ウイスキーメーカーを含めてもレストランに蒸溜所が併設されている例は珍しい。
設立の経緯は2015年にさかのぼる。長濱浪漫ビールは同年11月に少人数のチームをスコットランドに派遣し、ストラスアーン蒸留所やエデンミル蒸留所といった小規模のクラフト蒸留所を含む複数の蒸留所を視察させていた。なお、この視察は日本へそれらの蒸留所の製品を輸入するか検討するために行われていた。ストラスアーン蒸留所は2013年の創業当時はスコットランド最小の蒸留所であり、エデンミル蒸留所はストラスアーンに影響を受けて設立されたスコットランド初のブルワリー兼ウイスキー蒸留所である。これらのクラフト蒸留所に影響を受け、2016年8月には蒸留所の開設プロジェクトが本格的に始まる。同年の11月10日にはホヤ社のアランビック型蒸留器が届き、同月16 - 17日には初めての蒸留が行われた。なお、アランビック型蒸留器は一般的にウイスキーの蒸留器としてはほぼ使われないが、先述のストラスアーンとエデンミルがウイスキーの蒸留に使っている。そして翌2017年には本格的に稼働を始めている。プロジェクト開始から操業開始までが早いが、これは蒸留器メーカーとして著名で納品まで数年待ちも珍しくないフォーサイス社ではなく、ホヤ社に製造を依頼したためである。ポットスチルは2018年には初留器を1基追加、再留器を入れ替えており、2022年現在、ポットスチル3基体制で生産が行われている。
製品としては2017年に初の自社蒸留製品である「長濱ニューメイク」シリーズを発売。翌2018年には「AMAHAGAN」シリーズを、2020年には「シングルモルト長濱」シリーズ、2021年には「INAZUMA」シリーズをそれぞれ販売開始している。詳細は「#製品」を参照。

## 製造
日本国内では最小規模のウイスキー蒸留所として知られ、レストラン店内から製造設備のほぼすべてを見渡すことができる。1度の仕込みで1樽に収まるおよそ200 - 250リットルの原酒を製造しており、それゆえ「一醸一樽」をスローガンとして掲げている。月あたり30 - 35回、一年間におよそ350回の仕込みが行われ、生産量は年間でおよそ8万リットルである。

### 麦芽・仕込み・発酵

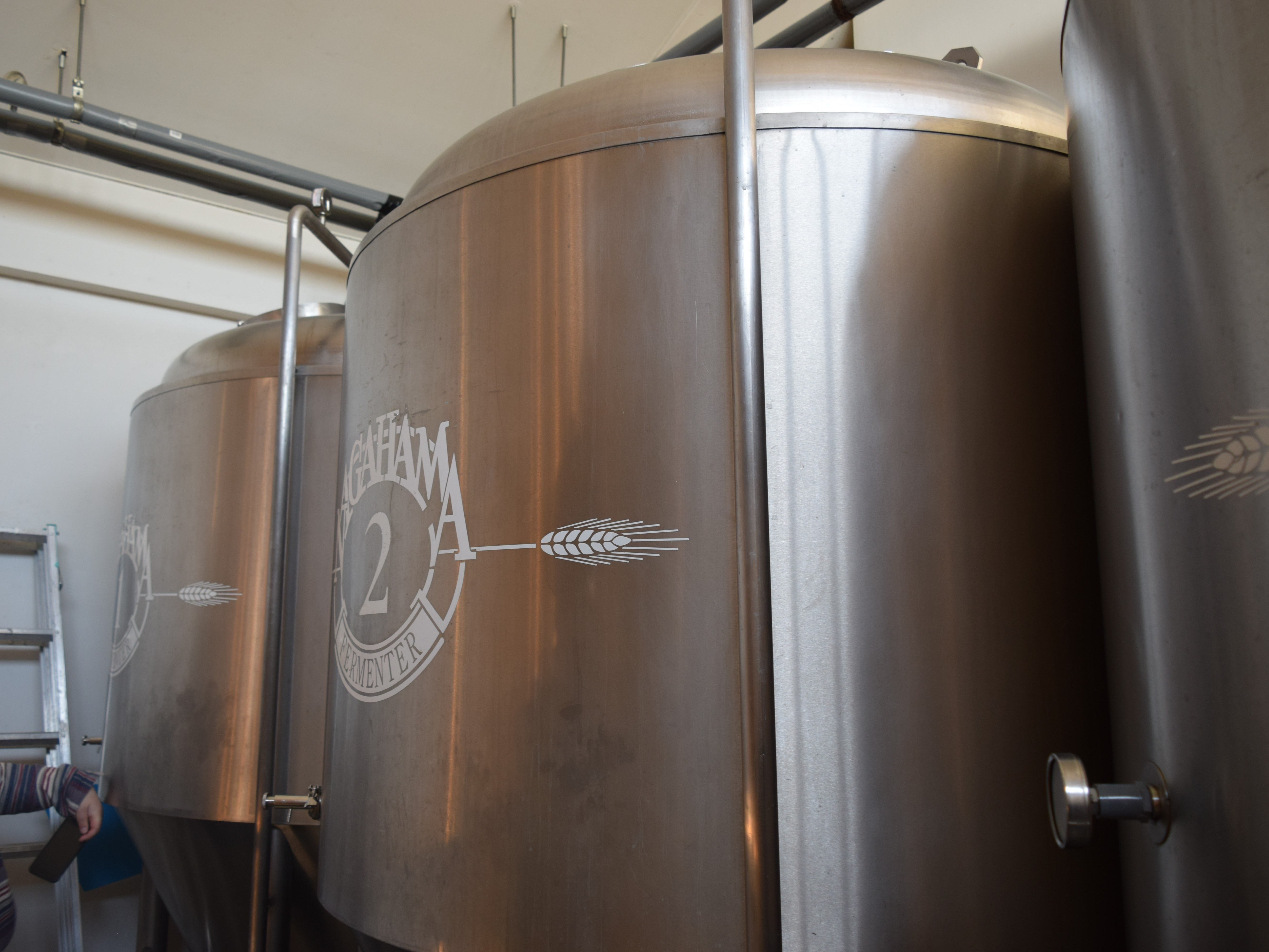
長濱蒸留所のウォッシュバック。4基あるうちの1番と2番。

麦芽は主に2種類を使用している。その内訳はドイツから輸入したノンピート麦芽とイギリスから輸入したピーテッド麦芽(フェノール値40ppm)であり、この2つの配合割合を変えることでピートの度合いを調整している。その他では試験的に滋賀県産の大麦麦芽や、黒ビール用の焙煎麦芽(ブラックモルト)を使用した仕込みも行っている。麦芽の粉砕比率は2021年3月時点ではハスク、グリッツ、フラワーが0:10:0、すなわちグリッツ100%という珍しい製法を採用している。なお、一般にウイスキーの製造においては2:7:1の割合が最適だとされている。
仕込みの水源は伊吹山の伏流水。硬度は約40mg/L。
マッシュタン（糖化槽）およびウォッシュバック（発酵槽）はどちらもビール造りに使う設備と共通のものを使用している。そのため、ウイスキーの製造後にビールを仕込む際は、ピート香などの影響を消すためにアルカリ性の洗剤で1日かけて発酵槽や各種パイプ類を洗浄している。
仕込みに使う麦芽は1回あたり400kg前後で、マッシュタン（糖化槽）はアメリカのボヘミアンブルワリーインポーターズ社製のものを使う。銅製で容量は1,000リットル。最終的に1回あたり1900リットルの麦汁が得られる。
ウォッシュバック（発酵槽）はステンレス製で容量2,000リットルのものが4基ある。なお、もともとがビール用のため温度調整が可能。ここに先述の麦汁1900リットルとアメリカ産のウイスキー酵母を加えて72時間発酵させる。得られるもろみのアルコール度数はおよそ8%。

### 蒸留

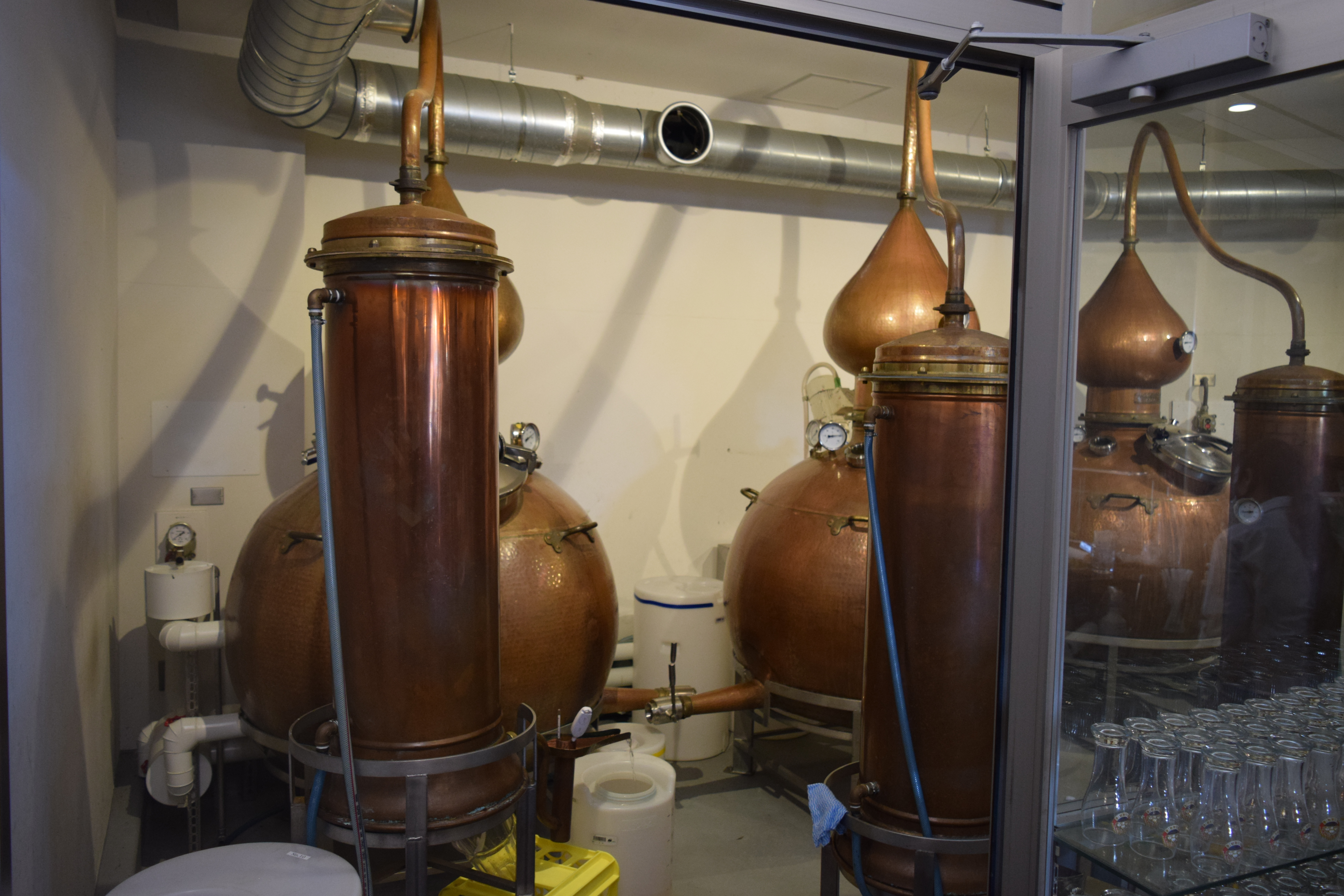
長濱蒸留所のアランビック型スチル。初留器が2基と再留器が1基が並ぶ。

蒸留器は初留・再留ともにアランビック型蒸留器（ポルトガルのホヤ社製）を使用している。アランビック型蒸留器はひょうたんのような特徴的な形をしており、伝統的にカルヴァドス、コニャック、ピスコの蒸留に使われてきた。高さは約2メートルと小型で、容量はすべて1,000リットル。還流を増やすためにヘッドは長めである。アランビック型は総じてクリアで柔らかく雑味の少ない原酒が得られる。
蒸留器3基の内訳は初留が2基、再留が1基である。加熱方式はスチームによる関節加熱式。再留器はクライヌリッシュ蒸留所を始めとした一部のスコットランドの蒸留所にならってほぼ洗浄していない。再留のため不純物の影響はあまり大きくないが、内部に染み付いた微弱なフレーバーが奥行きのある味わいのもとになるとされている。
上述のもろみを二分割して初留器に投入し、得られた2基分のローワイン（初留で得られたスピリッツ）に1回前のフォアショッツとフェインツを混ぜて再留器に投入する。ミドルカットはノンピート麦芽の場合は76 - 61%まで、ヘビリーピーテッド麦芽の場合は59%までを本留液として取り出す。蒸留時間は初留・再留ともに冬は8時間、夏は10時間。

### 熟成
二度の蒸留を経ておよそ200リットルのニューメイクが得られる。アルコール度数は68 - 70%弱。これを約63%まで加水してから樽詰めする。これはバーボン樽ひとつ分に相当する量であり、上述の「一醸一樽」というスローガンの由来となっている。
熟成に使用する樽はバーボン樽が中心だが、シェリー樽、ミズナラ樽、ワイン樽など様々なものが使われている。変わったところではアイラウイスキーの熟成に使ったクォーターカスクや、シカゴのクラフトウイスキーであるコーヴァル蒸留所で使われていた樽、丹波ワインの樽などが使われている。
樽詰めされた原酒はごく一部のディスプレイ用のものを除いてほぼすべて蒸留所外の熟成庫に移される。熟成庫は長浜市内の廃トンネルを使っているほか、廃校になった長浜市立七尾小学校の校舎を熟成庫「AZAI FACTORY」として使用している。また、実験的に竹生島や沖縄県での熟成も行われている。

## 製品

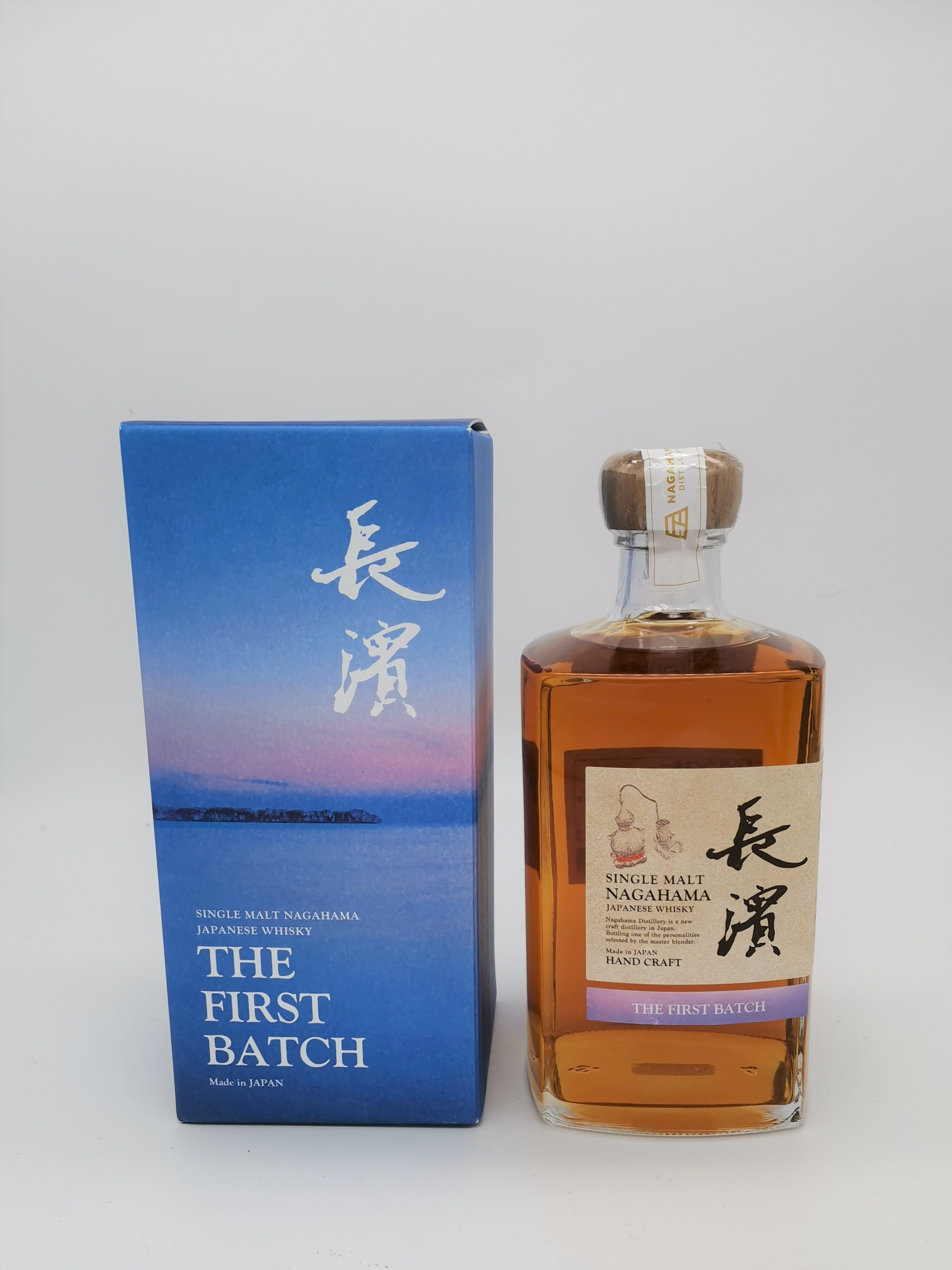
シングルモルト長濱 THE FIRST BATCH

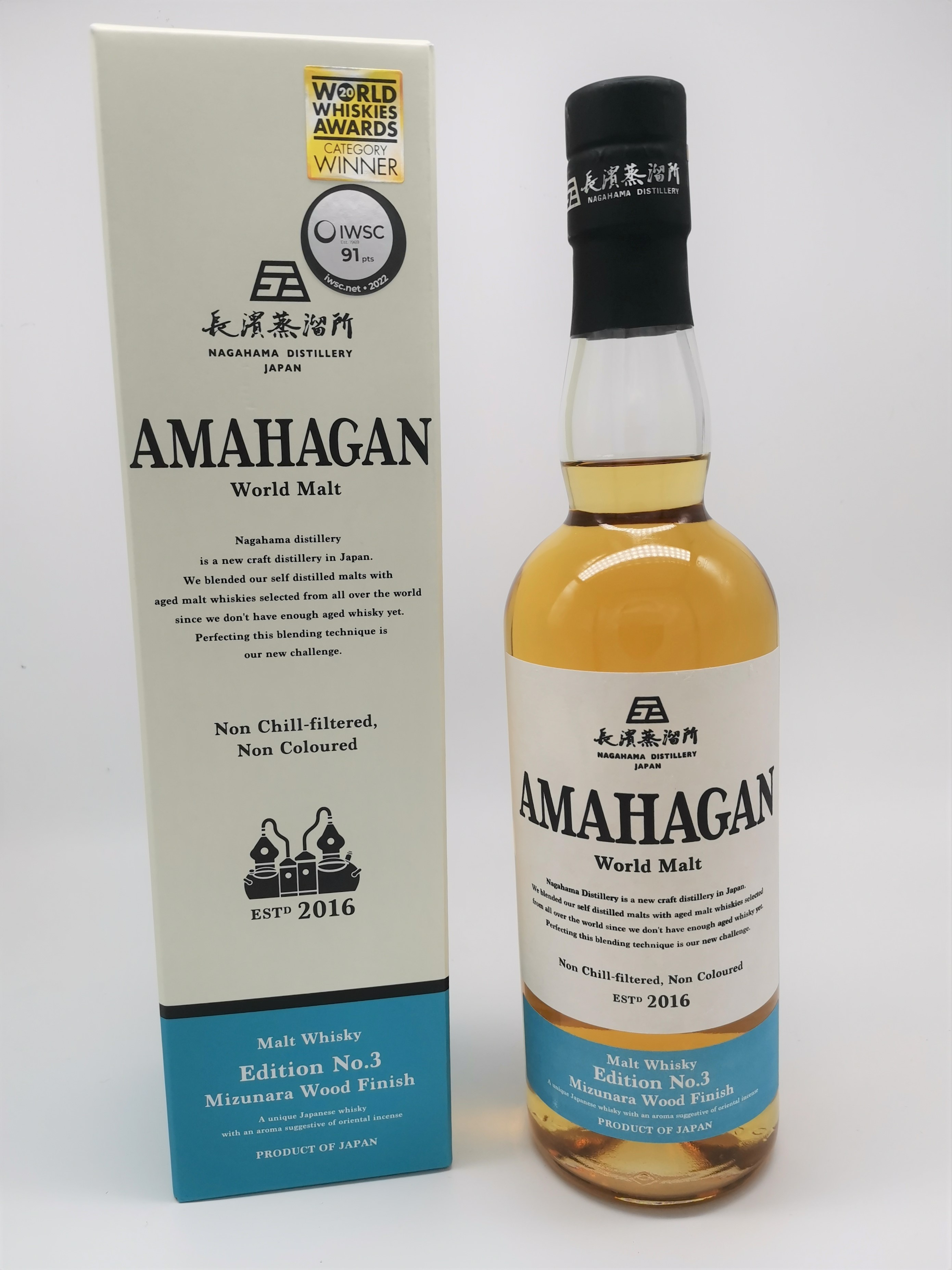
AMAHAGAN No.3 ミズナラウッドフィニッシュ

製品は主に「AMAHAGAN」「INAZUMA」「シングルモルト長濱」の3シリーズに大別される。

### シングルモルト長濱
「シングルモルト長濱」は長濱で生産した原酒のみを使用したシリーズ。本シリーズは2020年5月に初めてリリースされ、その際はバーボン樽熟成、オロロソシェリー樽熟成、ミズナラ樽熟成の3種類をそれぞれ1樽分のみリリースした。以降も様々な樽で熟成された製品がリリースされている。2020年5月の初リリース以来、シングルカスクの製品のみがリリースされていたが、2022年10月には初めて自社蒸留原酒のみを複数樽ヴァッティングしたシングルモルトウイスキー「長濱 THE FIRST BATCH」をリリースした。

### AMAHAGAN
「AMAHAGAN」（アマハガン）はブレンディング技術を磨くために開発された銘柄であり、ハイランド・モルトを中心とした海外産原酒に長濱産原酒をブレンドしたブレンデッドモルトウイスキーのシリーズ。「AMAHAGAN」という名の由来は、長濱のローマ字表記（NAGAHAMA）を逆さから読んだもので、長濱のシングルモルトであると誤解させないようなデザイン、ネーミングになっている。

### INAZUMA
「INAZUMA」（イナズマ）は長濱の原酒に他の国内蒸留所の原酒をブレンドしたブレンデッドモルトウイスキーのシリーズ。2021年に初めて発売され、三郎丸蒸留所や江井ヶ島蒸留所の原酒を使ったボトルがリリースされている。

### ニューメイク
2017年には蒸留所初の瓶詰商品として、長濱で生産したニューメイクをそのまま瓶詰めした「長濱ニューメイク59°」を発売している。その後も「長濱ニューメイク59° ライトリーピーテッド」「長濱ニューメイク59° ピーテッド」「長濱ニューメイク59° ヘビーリーピーテッド」と個性の強いラインナップをリリースしている。また、蒸留所併設のレストランでは、ニューメイクを炭酸水で割り柚子で風味をつけた「長濱ハイ」が提供されている。

### コラボ製品
下記のようなコラボ製品のリリースも精力的に行っている。
- 吉井和哉[22]
- まどろみバーメイド[23]
- 長澤佳凜[24]
- カウボーイビバップ[25]
- タイガーマスク[26]
- 聖闘士星矢[27]
- 布袋寅泰[28]
- シン・仮面ライダー[29]
- 小林さんちのメイドラゴン[30]
- UVERworld[31]
- 空挺ドラゴンズ[32]

## 見学
長濱浪漫ビールはもともと90年代の地ビールブームの際に町おこしを目的に創業した経緯があるため、さまざまな地域貢献活動を行っている。そのひとつが積極的な見学の受け入れであり、ガイド付きの見学ツアーのほか、1泊2日の蒸留体験ツアー、七尾小学校でのブレンディング体験などの多彩なイベントを開催している。1泊2日の体験ツアーはスプリングバンク蒸溜所の影響を受けて2018年から始めたもので、12名の枠に200名もの応募があったこともある。

## 評価

### 風味
評論家のステファン・ヴァン・エイケンは長濱のニューメイクを「非常に飲みやすい。リッチで、きわめてフルーティ、やや花のようで、穀物由来の甘さがよいバックボーンになっている。」と評している。評論家で「酒育の会」代表の谷嶋元宏は長濱のニューメイクを「麦芽由来の甘みがしっかり感じられるニューメイクですね。余韻にかけては香ばしく、ほろ苦いフレーバーもあります」と評している。「BAR LIVET」のオーナーである静谷和典は「シングルモルト長濱 THE FIRST BATCH」のテイスティングに際して、長濱の酒質を「様々な樽の質感を楽しめながら、しっかりとモルトの味わいが楽しめる」と評している。
長濱の蒸留所所長・マスターブレンダーの清井崇はウイスキー造りで目指す方向性を尋ねられた際に「麦由来の甘さ、柔らかさですね。ここは大事にしていきたいと思っています」と述べているほか、原酒の味わいについては「アランビック型のポットスチルでネックのラインが細いため、繊細でクリアな原酒になっています」と述べている。
上述の谷嶋はAMAHAGANのコンセプトを「飲みやすく樽の個性を楽しんでもらうこと」だと述べている。The Whisky Crewの商品開発担当者はAMAHAGANのブレンディングを「融通無礙」と評し、「ブレンドしても長濱らしいモルト香が引き出されます」と述べている。

### 受賞歴
東京ウイスキー＆スピリッツコンペティションでは2022年に「アマハガン エディション山桜 ヤマザクラウッドフィニッシュ」および「アマハガン エディションNo.1」が金賞を、2021年には「長濱ボルドーカスクフィニッシュ カスクストレングスバッチ0986」が金賞を受賞し、「ジャパニーズウイスキー・シングルモルト・シングルカスク」部門のカテゴリーウィナーとなっている。
World Whisky Awards (WWA)では2022年に「アマハガン エディション山桜 ヤマザクラウッドフィニッシュ」が金賞かつ「インターナショナル・ブレンデッドモルト」部門のカテゴリウィナーを、「長濱スモールバッチ シェリーカスク バッチ0208」が金賞かつ「ジャパニーズ・スモールバッチ・シングルモルト」部門のカテゴリウィナーを、2020年に「アマハガン エディションNo.3 ミズナラウッドフィニッシュ」が金賞かつ「ベスト・ジャパニーズ・ブレンデッドモルト」部門のカテゴリウィナーを、「アマハガン エディションNo.2 レッドワインウッドフィニッシュ」が金賞を、「長濱ニューメイク59° ピーテッド」が金賞をそれぞれ受賞している。
International Wine & Spirit Competition (IWSC)では2023年に「アマハガン エディションNo.1」および「アマハガン エディションNo.3 ミズナラウッドフィニッシュ」が金賞を
、2022年に「シングルモルト長濱 ボルドーレッドワインカスク バッチ1564」が金賞かつ最高賞をそれぞれ受賞している。